# Hi-5
Hi-5 es una serie de televisión y grupo musical infantil de origen australiano creada por Helena Harris y Posie Graeme-Evans en 1998.

La serie ha sido emitida aproximadamente en 80 países, y ha dado giras por Australia, Nueva Zelanda y varios países asiáticos, ya que además de la serie de televisión Hi-5 es conocida además como una famosa banda infantil.
Cada temporada constaba desde sus inicios  hasta la temporada 13 en 2011 de 45 episodios con 9 temas semanales, con excepción en la temporada 6, en la cual los episodios se redujeron a 30 con 6 temas semanales porque la banda se preparaba para las giras. En 2012 los derechos de la serie habían sido vendidos a la compañía malaya Asiasons Inc., por lo que no se grabó ninguna temporada y retransmitieron la temporada 13, dando inicio a una serie de giras en todo el año. Cuando se estrenó Hi-5 House fue creado como una continuación y reemplazo de la serie original, esta vez grabada en Singapur, de la mano de Asiasons. Consto de 25 capítulos con 5 canciones semanales. 
El año 2009 fue marcado como el inicio de la segunda generación de Hi-5, con la renuncia de todos los miembros originales entre los años 2006-2008. La entonces nueva serie fue renovada por otros cinco años con el nuevo elenco, cuyos contratos expiraron en 2013. Fue en ese momento cuando la multinacional empresa asiática Asiasons se interesó por adquirir los derechos totales del grupo y el programa de TV, con una negociación de 25 millones de dólares, siendo el motivo por el cual no se grabó la temporada 14 ese año.
En diciembre del 2016 Hi-5 Australia anunció su regreso luego de 5 años, estrenando una nueva temporada el año siguiente con un nuevo casting. En 2017 el nuevo casting, constituido por Shay, Courtney, Bailey, Lachie y Joe, grabaron la temporada 17, estrenada el 15 de mayo de 2017 en Channel 9.
En mayo de 2018, comenzaron a grabar la temporada 18, pero se canceló luego de grabar las canciones de la semana, por lo que los capítulos nunca fueron filmados. Desde entonces Hi-5 solo dio shows hasta finales desde el 2019.

## Orígenes: Hi-5 Australia
En 1998, la productora Helena Harris, creadora de Bananas en Pijamas, creó Hi-5, cuando sus dos hijos pequeños en esa época "superaron" a las bananas. Fue entonces cuando ella y su amiga Posie Graeme-Evans (coproductora de la serie) decidieron que el nuevo espectáculo estaría dirigido a los niños de todas las edades, que incluiría las tendencias educativas como diversión y juegos, y contaría con la música y el movimiento que atraería la atención de los niños. Hi-5 tiene como objetivo atender a una amplia gama de los niños pequeños con una amplia gama de capacidades cognitivas y estilos de aprendizaje. 
Expertos en desarrollo infantil trabajan con escritores en cada guion. Cada programa está construido alrededor de un tema tan simple como los colores, la música, los animales o los números. Cada programa se divide en segmentos que enseñan el concepto de diferentes maneras. La música es vista como el método de unión de los segmentos del programa en conjunto, así como poner de relieve los conceptos y temas de cada programa. 
Las audiciones para los anfitriones australianos se celebraron en 1998 en el E4 y el primer programa fue transmitido en 1999, quedando como integrantes de esta nueva serie Kathleen de Leon Jones (en el segmento rompecabezas y patrones), Nathan Foley (en el segmento Formas espaciales), Kellie Crawford (en el segmento Juegos de palabras), Tim Harding (en el segmento Creando música) y Charli Robinson (en el segmento de movimientos corporales). Desde entonces, el espectáculo original australiana ganó cinco premios ARIA para "Álbum mejores de los niños" (a partir de 2005), ganó tres consecutivos australianos Premios Logie (los premios australianos para el desempeño de Televisión y el reconocimiento de producción) para "Programa Preescolar de Sobresaliente niños más dotados" a partir de 2005.
En el año 2009, llega la segunda generación de Hi-5, integrado por Casey Burgess(reemplazando a Charli), Stevie Nicholson (reemplazando a Nathan), Lauren Brant (reemplazando a Kellie), Tim Maddren (reemplazando a Tim Harding) y Fely Irvine (reemplazando a Sun Pezzimenti), ya que Kathleen había salido en 2006 debido a que estaba esperando a su primer bebé y cuando nació decidió retirarse para pasarla más tiempo con su hija). En diciembre de 2011, Fely sale de la agrupación para concentrarse en su carrera como actriz y solista, y en enero de 2012, llega Dayen Zheng, pero en ese año los derechos de la serie y banda es vendida a la empresa malaya Asiasons, comprándola por más de 25 millones de dólares, motivo por el cual no se grabó la temporada 14 ese año. La nueva temporada sería grabada hasta el 2013, marcando el debut de la nueva integrante: Dayen, y los integrantes que ya estaban Casey, Lauren, Tim y Stevie, pero en enero de 2013, Casey y Tim anuncian su salida, por lo que la empresa decide hacer audiciones pero en forma de concurso, grabado como la primera película en 14 años de Hi-5.

## Orígenes: Hi-5 House
La segunda generación terminó en 2013, con la salida de Casey, Tim, y Fely, dando la llegada a la tercera generación conformada por Dayen Zheng (quien desde 2012 ya había reemplazado a Fely en los tours), Mary Lascaris (sustituyendo originalmente a Casey y después en la serie a Lauren en el segmento Movimientos corporales), Ainsley Melham (sustituyendo a Tim Maddren), y los dos veteranos Stevie Nicholson y Lauren Brant.
En junio de 2014, Lauren Brant anuncia su salida de la banda para concentrarse en su trabajo como diseñadora de modas llamado Lollibolli (refiriéndose al apodo de Lauren) y es reemplazada por Tanika Anderson, quien ya había estado en los tours haciendo la voz de Chini y reemplazando a Mary cuando ella se encontraba enferma.
En agosto de 2015 Stevie anuncia que en diciembre abandonaría la banda, siendo sustituido por Lachie Dearing.
En enero de 2016 Ainsley anuncia que en febrero (a mitad del tour Hi-5 Song fest) abandonaría la banda, siendo sustituido por Gabe Brown.
En 2016 nuevamente no se graba temporada y se da lugar a presentaciones y giras. 
En octubre de 2016 se anuncia un cambio de producción de la serie por lo que Hi-5 volvería a Nine Network en 2017 con un nuevo casting.

## Versiones
Hi-5 ha sido tan famoso, que diversos países han hecho sus adaptaciones para que los niños de ahí, se sientan caracterizados por hechos.
A continuación, un poco de la historia de cada una de ellas:

### Hi-5 Australia
- Período: 1999-2011/2017
- Episodios: 595
- Temporadas: 13
- Integrantes: Lachie Dearing (2016-2018), Courtney Clarke (2016-2018), Shay Clifford (2016-2018), Joe Kalou (2016-2018), Bailey Spalding (2016-2018), Stevie Nicholson (2007-2015), Casey Burgess (2008-2013), Lauren Brant (2009-2014), Fely Irvine (2009-2011), Tim Maddren (2009-2013), Sun Park (2006-2008), Nathan Foley (1999-2008), Kellie Crawford (1999-2008), Charli Robinson (1999-2008), Tim Harding (1999-2007) y Kathleen de Leon Jones (1999-2006)
- Exhibición en Latinoamérica: 2009 - 2016 por la plataforma Netflix y por el canal Discovery Kids
- Productoras: Kids Like Us, Nine Network y Channel 11

En 1998, productor de Helena Harris, creadora de Bananas en Pijamas, Ella y el coproductor Posie Graeme-Evans decidieron que el nuevo espectáculo estarían destinado a los niños de todas las edades, incluye tendencias educativas como diversión y juegos y cuentan con música y movimiento que atraería la atención de los niños. Hi-5 tiene como objetivo atender a una amplia gama de los niños con una amplia gama de habilidades cognitivas y estilos de aprendizaje.
En 1998 se celebraron las audiciones para los anfitriones australianos, y el primer programa se emitió en 1999. Desde entonces, el original espectáculo australiano ganó cinco premios ARIA para mejor álbum para niños (a partir de 2001), ganó tres consecutivos australianos Logie Awards (los premios australiano para el reconocimiento de rendimiento y producción de televisión) más destacados para niños preescolar programa a partir de 2005.
En 2009 la serie fue renovada con un nuevo casting a partir de la temporada 11. 
Desde 2011 a 2013 los miembros de la segunda generación abandonaron el programa dando entrada a nuevos miembros, estos nuevos pertenecerían a Hi-5 House luego de la venta del programa a Asiasion Grup, una empresa de Malasia la serie paso a tener otro nombre y otro lugar donde filmarse, entonces Hi-5 House se considera otra versión de la serie.
Inicialmente, esta versión sería la temporada 14 australiana. Pero después de que se produjo un cambio en la producción (cuando la empresa malaya Asiasons Compañy compró por 25 millones de dólares para Hi-5 Australia (que hasta entonces era producido por Nine Network) la temporada 14 no se produjo y fue reprogramado para el 2013. Sin embargo, a mediados de 2013, la producción dijo que Hi-5 se produciría en Singapur y cambiaría el nombre a Hi-5 House.

### Hi-5 House
- Período: 2013-2016
- Episodios: 75
- Temporadas: 3
- Integrantes: Stevie Nicholson (2007-2015), Lauren Brant (2009-2014), Ainsley Melham (2013-2016), Dayen Zheng (2012-2016), Mary Lascaris (2013-2016) y Tanika Anderson (2014-2016)
- Exhibición en Latinoamérica: 2014 - 2021 por la plataforma Netflix y por el canal Discovery Kids
- Productoras: Asiasons

### Hi-5 USA
- Período: 2003-2007

- Episodios: 70 (45 en la primera temporada y 25 en la segunda)
- Temporadas: 2
- Integrantes: Jennifer Korbee, Shaun Taylor-Corbett (2003-2006), Karla Cheatham-Mosley (2003-2006), Kimee Balmilero (2003-2006), Curtis Cregan, Yasmeen Sulieman (2006-2007) y Sydney James (2006-2007).
- Exhibición en Latinoamérica: 2007- 2009 por la plataforma Netflix y por el canal Discovery Kids
- Productoras: Kids Like Us y Discovery kids

El formato Hi-5 de origen Australiano llegó a las pantallas de Estados Unidos en 2003 con un casting distinto al original Australiano, pero más joven en ese momento, se trataba de (Curtis Cregan, Jennifer "Jenn" Peterson-Hind, Karla Cheatham-Mosley, Shaun Taylor-Corbett y Kimberly "Kimee" Balmilero). La serie fue producida por Kids like Us, Nine Network (Australia) y Discovery Communications (USA), quienes al ver el éxito que había conseguido la serie original en su natal Australia, pensaron que sería un gran éxito en los Estados Unidos, es por eso que se vieron en la difícil tarea de conseguir a los 5 miembros, cada uno representando a las razas que prevalecen en los Estados Unidos, para que todos los niños se sintieran identificados, Curtis y Jenn representan a la etnia blanca europea de Estados Unidos, Karla a los afroamericanos, Shaun a los nativos americanos y Kimee a los asiáticos americanos nacida en Hawái.
Para los estudios de producción de la serie, se estudió crear un estudio igual al australiano en Estados Unidos en un principio, pero al final, llegaron a la conclusión de grabar los capítulos de la serie transmitida en USA en los mismos estudios de la serie original en Australia, es decir a los 5 integrantes de la serie les tocaba semanalmente viajar a Australia a grabar sus capítulos mientras los americanos iniciaron su primera temporada, los australianos ya grababan la 5 temporada.
El show americano se transmitía semanalmente en The Learning Channel y Discovery Kids y fue nominado a Daytime Emmy en 2005-2007. Como consecuencia se ganaron el Parent's Choice Award en 2004, año en el que lanzaron su CD Jump and Jive with Hi-5.
El show fue un éxito total en territorio americano, por lo que fueron invitados para cantar en el Macy's Thanksgiving Day Parade en New York City, en CBS's Early Show, y NBC's Today Show entre otros.
La gira en vivo fue un éxito con llenos totales por casi todos los estados de USA, también hicieron muchas obras benéficas en pro de los damnificados del huracán Rita y Katrina. En 2006, Karla y Shaun deciden salir para hacer su carrera en solitario, así que entran 2 nuevos integrantes de origen afroamericanos: Yasmeen Sulieman y Sydney James, pero en el año 2007 se decide no hacer otra temporada y solo quedarse en tours, así que la última presentación del casting original americano fue el 23 de septiembre de 2007 en el Sesame Place en Pensilvania.

### Hi-5 UK
- Período: 2008-2011
- Episodios: 40
- Temporadas: 1
- Integrantes: Emma Nowell, Luke Roberts, Jenny Jones, Cat Sandion y Chris Edgerley.
- Productoras: Kids Like Us y Cartoonito

En 2008 se expandió el concepto hasta Reino Unido, donde se creó un casting para la versión de Hi-5 de este país, para evitar ser comparados con los originales, trataron de hacer un concepto con algunos cambios, los chicos siempre se visten del mismo color, ellos son Jenny Jones (color rosa) en el segmento de Movimientos corporales, Emma Nowell (color amarillo) en el segmento juegos de palabras junto a Chinni, Cat Sandion (color verde) en el segmento rompecabezas y patrones junto a Jup Jup, Chris Edgerley (color azul) en el segmento musical y Luke Roberts (color rojo) en el segmento de formas espaciales, otro de los cambios fue la coreografía de las canciones, y el aspecto de los títeres Chinni y Jup Jup que cambio mucho. Grabaron solo una temporada y por primera vez el grupo se quedó con la misma alineación desde el inicio hasta el final en 2011.

### Hi-5 Fiesta (versión latina)
- Período: 2014-2016
- Episodios: 50 (25 por temporada)
- Temporadas: 2
- Integrantes: Stefania Roitman, Javier Ramírez Espinosa, Carolina Ayala, Milena Martines, Adán Allende y Rodrigo Llamas.
- Exhibición en Latinoamérica: 2015 -2019
- Productoras: Telefe y Discovery Kids

Debido al éxito de la versión australiana en Latinoamérica, Discovery Kids decidió hacer un casting extenso para elegir a 5 personas de diferentes países latinoamericanos para hacer la versión latina de Hi-5, quedando al final los cinco chicos representando cada uno a un país: Carolina Ayala y Adán Allende de México en los segmentos de movimientos corporales y creando música respectivamente, Stefania Roitman de Argentina en el segmento juegos de palabras, Milena Martines de Brasil en el segmento de rompecabezas y patrones, y por último Javier Ramírez Espinosa de Colombia.Gracias al ya establecido éxito del programa por la versión australiana que consta de 17 temporadas, es que decidieron recurrir a los productores del proyecto original, quienes estuvieron presentes durante un casting para todos los países de la región en donde primero se eligieron 30 concursantes, aproximadamente 100 personas por país para finalizar en cuatro finalistas de cada lugar. Con un mínimo de un año de preparación y cuatro meses de preproducción es que se creó Hi-5 Fiesta, que contó con 50 capítulos para un objetivo de niños de dos a seis años. Las grabaciones fueron encarnadas durante tres meses en la ciudad de Buenos Aires con jornadas de ocho a 10 horas por episodio y una plantilla de más de 40 personas. En esta versión, también incluyeron a dos títeres: Charlafina (muñeco que acompaña a Stefania en el segmento juegos de palabras, el cual reemplazo a Chini) y Jup Jup (el cual acompaña a Mile en su segmento). Además, los nombres de los integrantes fueron acortados, quedando llamándose así: Stefania = Stefi, Javier = Javi, Carolina = Caro, Adán = Doni (por primera vez, a un integrante le cambiaron el nombre) y Milena = Mile. Esta es la primera adaptación de Hi-5 completamente en español, por lo que Mile tuvo que aprender a hablar en español, ya que su idioma es el portugués de Brasil, pero en el doblaje para Brasil, ella dobla su propia voz en portugués. Tuvieron una sola presentación en vivo en Argentina, donde Caro no estaba debido a que salió para grabar la novela Demente Criminal, por lo que fue sustituida por una chica llamada Analia, pero regresando tiempo después para grabar la segunda temporada de Hi-5 Fiesta, en el cual Doni deja la banda para concentrarse en su carrera como solista, siendo reemplazado por Rodrigo Llamas en la grabación de la segunda temporada.

### Hi-5 Filipinas
- Período: 2015-2016
- Episodios: 45
- Temporadas: 2
- Integrantes: Aira Bines, Fred Lo, Rissey Reyes, Alex Reyes y Gerard Pagansun.
- Productoras: TV5

La primera adaptación asiática de Hi-5 fue creada por TV5 a partir de junio de 2015. Esta versión está basada entre las temporadas 10-13 de la versión australiana. Está integrada por Aira Bines, Fred Lo, Rissey Reyes, Gerard Pagunsan y Alex Reyes, junto a los títeres Chinni y Jup Jup, en el cual al igual que todas las versiones, hacen que los niños se diviertan y aprendan al mismo tiempo.

## Impacto en Latinoamérica
El 5 de febrero de 2007, Discovery Kids estrenó en Latinoamérica la versión estadounidense de Hi-5 completamente doblada al español, siendo la primera vez que se presentó al grupo en la región. Se doblaron las voces y las canciones de todos los capítulos. El doblaje se realizó en Chile para todo Latinoamérica (Doblajes Internacionales DINT).
Los actores de voz que dan vida al casting americano en sus dos primeras temporadas fueron:
- Ximena Abarca (Kimee)
- Julio Rivera (Curtis)
- Marianne Schulz (Jenn)
- Pedro Puga (Shaun)
- Lua de Morais (Karla)

El impacto de Hi-5 fue enorme en toda Latinoamérica, tanto que Discovery Kids decidió organizar un tour por países con el grupo, sin embargo Hi-5 América desapareció en 2007 por lo que decidieron escoger un casting de imitadores de los miembros originales para el show.
En 2009, Discovery Kids decidió comprar los derechos de la temporada 11 de la serie original australiana, debido a que querían dar al público infantil nuevas canciones y aventuras, la primera temporada de Hi-5 Australia en español fue estrenada con gran éxito el 2 de noviembre de 2009.
Los actores de voz que dieron vida al casting australiano son:
- Raúl Canales (T11)/Pedro Puga (T12 / T15): Stevie
- Arturo Domínguez: Tim
- Karin Cáceres: Casey
- Vanesa Silva: Fely
- Miriam Aguilar: Lauren

## Miembros de Hi-5
| Miembro                 | Versión     | Parte de la serie                                   |
| ----------------------- | ----------- | --------------------------------------------------- |
| Adán Allende            | Latina      | Hacer música                                        |
| Carolina Ayala          | Latina      | Movimientos corporales                              |
| Casey Burgess           | Australiana | Juegos de palabras con Chini                        |
| Curtis Cregan           | Americana   | Hacer música                                        |
| Dayen Zheng             | China       | Rompecabezas y patrones con Jup Jup                 |
| Fely Irvine             | Australiana | Rompecabezas y patrones con Jup Jup                 |
| Javier Ramírez Espinosa | Latina      | Formas espaciales                                   |
| Jennifer Korbee         | Americana   | Juegos de palabras con Chini                        |
| Karla Cheatham-Mosley   | Americana   | Movimientos corporales                              |
| Kimee Balmilero         | Americana   | Rompecabezas y patrones con Jup Jup                 |
| Lauren Brant            | Australiana | Movimientos corporales/Juegos de palabras con Chini |
| Mary Lascaris           | Australiana | Movimientos corporales                              |
| Milena Martines         | Latina      | Rompecabezas y patrones con Jup Jup                 |
| Rodrigo Llamas          | Latina      | Hacer música                                        |
| Stefanía Roitman        | Latina      | Juegos de palabras con Charlafina                   |
| Stevie Nicholson        | Australiana | Hacer música/Formas espaciales                      |
| Shaun Taylor-Corbett    | Americana   | Formas espaciales                                   |
| Tanika Anderson         | Australiana | Juegos de palabras con Chini                        |
| Tim Maddren             | Australiana | Hacer música                                        |

## Hi-5 en Discovery Kids

### Hi-5 USA
Las primeras dos temporadas emitidas en Latinoamérica son de Estados Unidos.

### Temporada 1 (2003)
Casting: Shaun Taylor-Corbett, Curtis Cregan, Karla Cheatham-Mosley, Jennifer Peterson-Hind y Kimee Balmilero.
- Sentidos (Five Senses) (en español «Cinco sentidos») Versión de la Temporada 1 de Hi-5 Australia.
- Animales (So Many Animals) (en español «Hay animales») Versión de la Temporada 2 de Hi-5 Australia.
- Máquinas (Robot Number One) (en español «Tengo un robot») Versión de la Temporada 2 de Hi-5 Australia.
- Aventuras (North, South, East and West) (en español «Norte, sur, este, oeste») Versión de la Temporada 2 de Hi-5 Australia.
- Juegos (Ready or Not) (en español «Listo o no») Versión de la Temporada 1 de Hi-5 Australia.
- Cuerpos (Move Your Body)  (en español «Tu cuerpo moverás» o "«Mueve tu cuerpo»") Versión de la Temporada 1 de Hi-5 Australia.
- Deseos (Three Wishes) (en español «Tres deseos») Versión de la Temporada 2 de Hi-5 Australia.
- Música (Feel the Beat) (en español «Sigue el ritmo») Versión de la Temporada 2 de Hi-5 Australia.
- Colores (Living in a Rainbow) (en español «Colores del arcoiris» o «Un arcoiris tengo») Versión de la Temporada 1 de Hi-5 Australia.

| Serie # | Ep. # | Título                         | Canción de la semana    | Tema      | Estreno original      | Estreno en Latinoamérica                      |
| ------- | ----- | ------------------------------ | ----------------------- | --------- | --------------------- | --------------------------------------------- |
| 1       | 1     | Vista                          | Cinco sentidos          | Sentidos  | 24 de febrero de 2003 | 5 de febrero de 2007                          |
| 2       | 2     | Oído                           | Cinco sentidos          | Sentidos  | 25 de febrero de 2003 | 6 de febrero de 2007                          |
| 3       | 3     | Olfato                         | Cinco sentidos          | Sentidos  | 26 de febrero de 2003 | 7 de febrero de 2007                          |
| 4       | 4     | Gusto                          | Cinco sentidos          | Sentidos  | 27 de febrero de 2003 | 8 de febrero de 2007                          |
| 5       | 5     | Tacto                          | Cinco sentidos          | Sentidos  | 28 de febrero de 2003 | 9 de febrero de 2007                          |
| 6       | 6     | Animales de la jungla          | Hay animales            | Animales  | 3 de marzo de 2003    | 12 de febrero de 2007 / 19 de febrero de 2007 |
| 7       | 7     | Insectos                       | Hay animales            | Animales  | 4 de marzo de 2003    | 13 de febrero de 2007 / 20 de febrero de 2007 |
| 8       | 8     | Animales de la granja          | Hay animales            | Animales  | 5 de marzo de 2003    | 14 de febrero de 2007 / 21 de febrero de 2007 |
| 9       | 9     | Animales marinos               | Hay animales            | Animales  | 6 de marzo de 2003    | 15 de febrero de 2007 / 22 de febrero de 2007 |
| 10      | 10    | Animales del vecindario        | Hay animales            | Animales  | 7 de marzo de 2003    | 16 de febrero de 2007 / 23 de febrero de 2007 |
| 11      | 11    | Máquinas en casa               | Tengo un robot          | Máquinas  | 10 de marzo de 2003   | 26 de febrero de 2007                         |
| 12      | 12    | Máquinas en la ciudad          | Tengo un robot          | Máquinas  | 11 de marzo de 2003   | 27 de febrero de 2007                         |
| 13      | 13    | Máquinas en el campo           | Tengo un robot          | Máquinas  | 12 de marzo de 2003   | 28 de febrero de 2007                         |
| 14      | 14    | Máquinas de transporte         | Tengo un robot          | Máquinas  | 13 de marzo de 2003   | 1 de marzo de 2007                            |
| 15      | 15    | Máquinas divertidas            | Tengo un robot          | Máquinas  | 14 de marzo de 2003   | 2 de marzo de 2007                            |
| 16      | 16    | A otros países                 | Norte, sur, este, oeste | Aventuras | 17 de marzo de 2003   | 5 de marzo de 2007                            |
| 17      | 17    | Alrededor de tu casa           | Norte, sur, este, oeste | Aventuras | 18 de marzo de 2003   | 7 de marzo de 2007                            |
| 18      | 18    | Alrededor de tu ciudad         | Norte, sur, este, oeste | Aventuras | 19 de marzo de 2003   | 14 de marzo de 2007                           |
| 19      | 19    | Al universo                    | Norte, sur, este, oeste | Aventuras | 20 de marzo de 2003   | 21 de marzo de 2007                           |
| 20      | 20    | Al subterráneo                 | Norte, sur, este, oeste | Aventuras | 21 de marzo de 2003   | 2 de abril de 2007                            |
| 21      | 21    | Afuera                         | Listo o no              | Juegos    | 24 de marzo de 2003   | 2 de marzo de 2007                            |
| 22      | 22    | Día Lluvioso                   | Listo o no              | Juegos    | 25 de marzo de 2003   | 9 de marzo de 2007                            |
| 23      | 23    | Fantasía                       | Listo o no              | Juegos    | 26 de marzo de 2003   | 16 de marzo de 2007                           |
| 24      | 24    | Físico                         | Listo o no              | Juegos    | 27 de marzo de 2003   | 23 de marzo de 2007                           |
| 25      | 25    | Día Divertido                  | Listo o no              | Juegos    | 28 de marzo de 2003   | 30 de marzo de 2007                           |
| 26      | 26    | Caras                          | Tu cuerpo moverás       | Cuerpo    | 19 de abril de 2004   | 2 de abril de 2007                            |
| 27      | 27    | Brazos y piernas               | Tu cuerpo moverás       | Cuerpo    | 20 de abril de 2004   | 4 de abril de 2007                            |
| 28      | 28    | Movimiento                     | Tu cuerpo moverás       | Cuerpo    | 21 de abril de 2004   | 9 de abril de 2007                            |
| 29      | 29    | Adentro/Afuera                 | Tu cuerpo moverás       | Cuerpo    | 22 de abril de 2004   | 11 de abril de 2007                           |
| 30      | 30    | Juegos y deportes              | Tu cuerpo moverás       | Cuerpo    | 23 de abril de 2004   | 16 de abril de 2007                           |
| 31      | 31    | Amigos imaginarios             | Tres deseos             | Deseos    | 26 de abril de 2004   | 18 de abril de 2007                           |
| 32      | 32    | Cuando sea grande              | Tres deseos             | Deseos    | 27 de abril de 2004   | 23 de abril de 2007                           |
| 33      | 33    | Lugares imaginarios            | Tres deseos             | Deseos    | 28 de abril de 2004   | 24 de abril de 2007                           |
| 34      | 34    | Soñar despierto                | Tres deseos             | Deseos    | 29 de abril de 2004   | 25 de abril de 2007                           |
| 35      | 35    | ¿Qué pasaría si...?            | Tres deseos             | Deseos    | 30 de abril de 2004   | 27 de abril de 2007                           |
| 36      | 36    | Instrumentos                   | Sigue el ritmo          | Música    | 3 de mayo de 2004     | 26 de abril de 2007                           |
| 37      | 37    | Estilos de música              | Sigue el ritmo          | Música    | 4 de mayo de 2004     | 2 de mayo de 2007                             |
| 38      | 38    | Música del mundo               | Sigue el ritmo          | Música    | 5 de mayo de 2004     | 9 de mayo de 2007                             |
| 39      | 39    | Música y movimiento            | Sigue el ritmo          | Música    | 6 de mayo de 2004     | 16 de mayo de 2007                            |
| 40      | 40    | Música graciosa                | Sigue el ritmo          | Música    | 7 de mayo de 2004     | 23 de mayo de 2007                            |
| 41      | 41    | Imaginación                    | Un arcoiris tengo       | Colores   | 10 de mayo de 2004    | 28 de mayo de 2007                            |
| 42      | 42    | Animales                       | Un arcoiris tengo       | Colores   | 11 de mayo de 2004    | 30 de mayo de 2007                            |
| 43      | 43    | Naturaleza                     | Un arcoiris tengo       | Colores   | 12 de mayo de 2004    | 4 de junio de 2007                            |
| 44      | 44    | Cosas favoritas y sentimientos | Un arcoiris tengo       | Colores   | 13 de mayo de 2004    | 6 de junio de 2007                            |
| 45      | 45    | Jugando                        | Un arcoiris tengo       | Colores   | 14 de mayo de 2004    | 11 de junio de 2007                           |

### Temporada 2 (2005)
Casting: Shaun Taylor-Corbett, Curtis Cregan, Karla Cheatham-Mosley, Jennifer Korbee y Kimee Balmilero.
- Crear (Making Music) (en español «Un sonido haces tú») Versión de la Temporada 7 de Hi-5 Australia.
- Acción (Action Hero) (en español «De acción héroes seremos») Versión de la Temporada 7 de Hi-5 Australia.
- Equipos (T.E.A.M) (en español «Equipos») Versión de la Temporada 7 de Hi-5 Australia.
- Maravilloso (Some Kind of Wonderful) (en español «Todos maravillosos son») Versión de la Temporada 7 de Hi-5 Australia.
- Viajes (Underwater Discovery) (en español «Conmigo ven») Versión de la Temporada 5 de Hi-5 Australia.
- Navidad (Sleigh Ride) (en español «Paseo en trineo»)  Versión del DVD It's a Hi-5 Christmas de Hi-5 Australia (no doblada ni transmitida en Latinoamérica).

| Serie # | Ep. # | Título                               | Canción de la semana   | Tema        | Estreno original         | Estreno en Latinoamérica |
| ------- | ----- | ------------------------------------ | ---------------------- | ----------- | ------------------------ | ------------------------ |
| 46      | 1     | En la naturaleza                     | Un sonido haces tú     | Crear       | 26 de septiembre de 2005 | 13 de junio de 2007      |
| 47      | 2     | Haciendo una obra de arte            | Un sonido haces tú     | Crear       | 27 de septiembre de 2005 | 20 de junio de 2007      |
| 48      | 3     | Un espacio para mí                   | Un sonido haces tú     | Crear       | 28 de septiembre de 2005 | 27 de junio de 2007      |
| 49      | 4     | Haciendo una sorpresa                | Un sonido haces tú     | Crear       | 29 de septiembre de 2005 | 4 de julio de 2007       |
| 50      | 5     | Cosas que crean los animales         | Un sonido haces tú     | Crear       | 30 de septiembre de 2005 | 5 de julio de 2007       |
| 51      | 6     | Juegos y deportes                    | Héroes de acción       | Acción      | 3 de octubre de 2005     | 12 de julio de 2007      |
| 52      | 7     | Trabajos                             | Héroes de acción       | Acción      | 4 de octubre de 2005     | 19 de julio de 2007      |
| 53      | 8     | Máquinas y otras cosas que se mueven | Héroes de acción       | Acción      | 5 de octubre de 2005     | 26 de julio de 2007      |
| 54      | 9     | Héroes de acción                     | Héroes de acción       | Acción      | 6 de octubre de 2005     | 2 de agosto de 2007      |
| 55      | 10    | Salud y belleza                      | Héroes de acción       | Acción      | 7 de octubre de 2005     | 9 de agosto de 2007      |
| 56      | 11    | Deportes                             | Un gran equipo         | Equipos     | 10 de octubre de 2005    | 20 de agosto de 2007     |
| 57      | 12    | Jugadores en equipo                  | Un gran equipo         | Equipos     | 11 de octubre de 2005    | 21 de agosto de 2007     |
| 58      | 13    | Animales en equipo                   | Un gran equipo         | Equipos     | 12 de octubre de 2005    | 22 de agosto de 2007     |
| 59      | 14    | Cooperación y comunicación           | Un gran equipo         | Equipos     | 13 de octubre de 2005    | 23 de agosto de 2007     |
| 60      | 15    | Equipos                              | Un gran equipo         | Equipos     | 14 de octubre de 2005    | 24 de agosto de 2007     |
| 61      | 16    | Mundo maravilloso                    | Todos maravillosos son | Maravilloso | 25 de septiembre de 2006 | 20 de septiembre de 2007 |
| 62      | 17    | Gente maravillosa                    | Todos maravillosos son | Maravilloso | 26 de septiembre de 2006 | 27 de septiembre de 2007 |
| 63      | 18    | Lugares maravillosos                 | Todos maravillosos son | Maravilloso | 27 de septiembre de 2006 | 4 de octubre de 2007     |
| 64      | 19    | Días maravillosos                    | Todos maravillosos son | Maravilloso | 28 de septiembre de 2006 | 11 de octubre de 2007    |
| 65      | 20    | Maravillosos regalos y tesoros       | Todos maravillosos son | Maravilloso | 29 de septiembre de 2006 | 18 de octubre de 2007    |
| 66      | 21    | Animales                             | Conmigo ven            | Viajes      | 2 de octubre de 2006     | 25 de octubre de 2007    |
| 67      | 22    | Gente                                | Conmigo ven            | Viajes      | 3 de octubre de 2006     | 1 de noviembre de 2007   |
| 68      | 23    | Lugares                              | Conmigo ven            | Viajes      | 4 de octubre de 2006     | 8 de noviembre de 2007   |
| 69      | 24    | Viajes a través de la vida           | Conmigo ven            | Viajes      | 5 de octubre de 2006     | 15 de noviembre de 2007  |
| 70      | 25    | Viajes a través de la imaginación    | Conmigo ven            | Viajes      | 6 de octubre de 2006     | 22 de noviembre de 2007  |

### Hi-5 Australia
Nota: Discovery Kids decidió decir que la temporada 11 de Hi-5 Australia es la tercera temporada de la franquicia en Latinoamérica.

### Temporada 3 (2009)
Casting: Stevie Nicholson, Tim Maddren, Lauren Brant, Casey Burgess y Fely Irvine.
- Explorar (Stop, Look, Listen) (en español «Detente, mira y escucha»)
- Amigos (Spin me Round) (en español «Vueltas das»)
- Festejar (Zoo Party) (en español «Fiesta en el zoológico»)
- Curiosidad (Knock, Knock, Knock) (en español «Toc, toc, toc»)
- Mundo Natural (Four Seasons) (en español «Las cuatro estaciones»)
- Vacaciones (Let's Get Away) (en español «Me voy de vacaciones»)
- Estar Activo (Happy Monster Dance) (en español «El baile del monstruo feliz»)
- Cosas Favoritas (Favourite Teddy Bear) (en español «Mi osito favorito»)
- Imaginar (Living in a Fairytale) (en español «Cuento de hadas»)
- Navidad (Santa Claus is Coming) (en español «Navidad es Hi-5»)

| Serie | Ep. | Título                  | Canción de la semana        | Tema            | Estreno original                                                    | Estreno en Latinoamérica |
| ----- | --- | ----------------------- | --------------------------- | --------------- | ------------------------------------------------------------------- | ------------------------ |
| 71    | 1   | Safari                  | Detente, mira y escucha     | Explorar        | 8 de junio de 2009 (Asia) 31 de agosto de 2009 (Australia)          | 2 de noviembre de 2009   |
| 72    | 2   | Al aire libre           | Detente, mira y escucha     | Explorar        | 9 de junio de 2009 (Asia) 1 de septiembre de 2009 (Australia)       | 3 de noviembre de 2009   |
| 73    | 3   | País/Ciudad             | Detente, mira y escucha     | Explorar        | 10 de junio de 2009 (Asia) 2 de septiembre de 2009 (Australia)      | 4 de noviembre de 2009   |
| 74    | 4   | Espacio                 | Detente, mira y escucha     | Explorar        | 11 de junio de 2009 (Asia) 3 de septiembre de 2009 (Australia)      | 5 de noviembre de 2009   |
| 75    | 5   | Bajo el mar             | Detente, mira y escucha     | Explorar        | 12 de junio de 2009 (Asia) 4 de septiembre de 2009 (Australia)      | 6 de noviembre de 2009   |
| 76    | 6   | Equipos                 | Vueltas das                 | Amigos          | 15 de junio de 2009 (Asia) 7 de septiembre de 2009 (Australia)      | 9 de noviembre de 2009   |
| 77    | 7   | Hermano/Hermana         | Vueltas das                 | Amigos          | 16 de junio de 2009 (Asia) 8 de septiembre de 2009 (Australia)      | 10 de noviembre de 2009  |
| 78    | 8   | Jugando juntos          | Vueltas das                 | Amigos          | 17 de junio de 2009 (Asia) 9 de septiembre de 2009 (Australia)      | 11 de noviembre de 2009  |
| 79    | 9   | Haciendo amigos         | Vueltas das                 | Amigos          | 18 de junio de 2009 (Asia) 10 de septiembre de 2009 (Australia)     | 12 de noviembre de 2009  |
| 80    | 10  | Amigos animales         | Vueltas das                 | Amigos          | 19 de junio de 2009 (Asia) 11 de septiembre de 2009 (Australia)     | 13 de noviembre de 2009  |
| 81    | 11  | Algo nuevo              | Fiesta en el zoológico      | Festejar        | 22 de junio de 2009 (Asia) 14 de septiembre de 2009 (Australia)     | 16 de noviembre de 2009  |
| 82    | 12  | Superhéroes             | Fiesta en el zoológico      | Festejar        | 23 de junio de 2009 (Asia) 15 de septiembre de 2009 (Australia)     | 17 de noviembre de 2009  |
| 83    | 13  | Aventuras               | Fiesta en el zoológico      | Festejar        | 24 de junio de 2009 (Asia) 16 de septiembre de 2009 (Australia)     | 18 de noviembre de 2009  |
| 84    | 14  | Juegos                  | Fiesta en el zoológico      | Festejar        | 25 de junio de 2009 (Asia) 17 de septiembre de 2009 (Australia)     | 19 de noviembre de 2009  |
| 85    | 15  | ¿Por qué eres especial? | Fiesta en el zoológico      | Festejar        | 26 de junio de 2009 (Asia) 18 de septiembre de 2009 (Australia)     | 20 de noviembre de 2009  |
| 86    | 16  | Misterios               | Toc, toc, toc               | Curiosidad      | 29 de junio de 2009 (Asia) 21 de septiembre de 2009 (Australia)     | 18 de enero de 2010      |
| 87    | 17  | Inventos                | Toc, toc, toc               | Curiosidad      | 30 de junio de 2009 (Asia) 22 de septiembre de 2009 (Australia)     | 19 de enero de 2010      |
| 88    | 18  | Cuando sea grande       | Toc, toc, toc               | Curiosidad      | 1 de julio de 2009 (Asia) 23 de septiembre de 2009 (Australia)      | 20 de enero de 2010      |
| 89    | 19  | Tesoros                 | Toc, toc, toc               | Curiosidad      | 2 de julio de 2009 (Australia) 24 de septiembre de 2009 (Australia) | 21 de enero de 2010      |
| 90    | 20  | Cuerpo humano           | Toc, toc, toc               | Curiosidad      | 3 de julio de 2009 (Australia) 25 de septiembre de 2009 (Australia) | 22 de enero de 2010      |
| 91    | 21  | Tiempo de Nieve         | Las cuatro estaciones       | Mundo natural   | 6 de julio de 2009 (Australia) 28 de septiembre de 2009 (Australia) | 15 de febrero de 2010    |
| 92    | 22  | Verano                  | Las cuatro estaciones       | Mundo natural   | 7 de julio de 2009 (Asia) 29 de septiembre de 2009 (Australia)      | 16 de febrero de 2010    |
| 93    | 23  | Arcoíris                | Las cuatro estaciones       | Mundo natural   | 8 de julio de 2009 (Asia) 30 de septiembre de 2009 (Australia)      | 17 de febrero de 2010    |
| 94    | 24  | Cambiando               | Las cuatro estaciones       | Mundo natural   | 9 de julio de 2009 (Asia) 1 de octubre de 2009 (Australia)          | 18 de febrero de 2010    |
| 95    | 25  | Planeta Tierra          | Las cuatro estaciones       | Mundo natural   | 10 de julio de 2009 (Asia) 2 de octubre de 2009 (Australia)         | 19 de febrero de 2010    |
| 96    | 26  | Celebraciones           | Me voy de vacaciones        | Vacaciones      | 13 de julio de 2009 (Asia) 5 de octubre de 2009 (Australia)         | 17 de mayo de 2010       |
| 97    | 27  | Viajando                | Me voy de vacaciones        | Vacaciones      | 14 de julio de 2009 (Asia) 6 de octubre de 2009 (Australia)         | 18 de mayo de 2010       |
| 98    | 28  | Aviones, trenes y autos | Me voy de vacaciones        | Vacaciones      | 15 de julio de 2009 (Asia) 7 de octubre de 2009 (Australia)         | 19 de mayo de 2010       |
| 99    | 29  | Visitando               | Me voy de vacaciones        | Vacaciones      | 16 de julio de 2009 (Asia) 8 de octubre de 2009 (Australia)         | 20 de mayo de 2010       |
| 100   | 30  | Navidad                 | Me voy de vacaciones        | Vacaciones      | 17 de julio de 2009 (Asia) 9 de octubre de 2009 (Australia)         | 21 de mayo de 2010       |
| 101   | 31  | Vamos a bailar          | El baile del monstruo feliz | Estar activo    | 20 de julio de 2009 (Asia) 12 de octubre de 2009 (Australia)        | 5 de julio de 2010       |
| 102   | 32  | Deportistas             | El baile del monstruo feliz | Estar activo    | 21 de julio de 2009 (Asia) 13 de octubre de 2009 (Australia)        | 6 de julio de 2010       |
| 103   | 33  | Construyendo            | El baile del monstruo feliz | Estar activo    | 22 de julio de 2009 (Asia) 14 de octubre de 2009 (Australia)        | 7 de julio de 2010       |
| 104   | 34  | Mi cuerpo               | El baile del monstruo feliz | Estar activo    | 23 de julio de 2009 (Asia) 15 de octubre de 2009 (Australia)        | 8 de julio de 2010       |
| 105   | 35  | Cosas que hacer         | El baile del monstruo feliz | Estar activo    | 24 de julio de 2009 (Asia) 16 de octubre de 2009 (Australia)        | 9 de julio de 2010       |
| 106   | 36  | Coleccionando           | Mi osito favorito           | Cosas favoritas | 3 de agosto de 2009 (Asia) 26 de octubre de 2009 (Australia)        | 16 de agosto de 2010     |
| 107   | 37  | Comida                  | Mi osito favorito           | Cosas favoritas | 4 de agosto de 2009 (Asia) 27 de octubre de 2009 (Australia)        | 17 de agosto de 2010     |
| 108   | 38  | Colores                 | Mi osito favorito           | Cosas favoritas | 5 de agosto de 2009 (Asia) 28 de octubre de 2009 (Australia)        | 18 de agosto de 2010     |
| 109   | 39  | Juguetes                | Mi osito favorito           | Cosas favoritas | 6 de agosto de 2009 (Asia) 29 de octubre de 2009 (Australia)        | 19 de agosto de 2010     |
| 110   | 40  | Música                  | Mi osito favorito           | Cosas favoritas | 7 de agosto de 2009 (Asia) 30 de octubre de 2009 (Australia)        | 20 de agosto de 2010     |
| 111   | 41  | Criaturas místicas      | Cuento de hadas             | Imaginar        | 27 de julio de 2009 (Asia) 19 de octubre de 2009 (Australia)        | 6 de septiembre de 2010  |
| 112   | 42  | Viajes imaginarios      | Cuento de hadas             | Imaginar        | 28 de julio de 2009 (Asia) 20 de octubre de 2009 (Australia)        | 7 de septiembre de 2010  |
| 113   | 43  | Futuro                  | Cuento de hadas             | Imaginar        | 29 de julio de 2009 (Asia) 21 de octubre de 2009 (Australia)        | 8 de septiembre de 2010  |
| 114   | 44  | Disfraces               | Cuento de hadas             | Imaginar        | 30 de julio de 2009 (Asia) 22 de octubre de 2009 (Australia)        | 9 de septiembre de 2010  |
| 115   | 45  | Sueños                  | Cuento de hadas             | Imaginar        | 31 de julio de 2009 (Asia) 23 de octubre de 2009 (Australia)        | 10 de septiembre de 2010 |

### Temporada 4 (2011)
Casting: Stevie Nicholson, Tim Maddren, Lauren Brant, Casey Burgess y Fely Irvine.
- Diversión y Animales (Hi-5 Farm) (en español «En la granja estás»)
- Crecer (Stand Up Tall on Tippy Toes) (en español «En las puntas de tus pies»)
- Descubrir (Martian Groove) (en español «El baile del marciano»)
- Hogar (Happy House) (en español «La casa de la felicidad»)
- Hagámoslo (The Dancing Bus) (en español «El bus del baile»)
- Juguetes (Toy Box) (en español «El baúl de los juguetes»)
- Aventura (Backyard Adventures) (en español «Aventureros en el jardín»)
- Magia (Hey Presto!)
- Sorpresa (Turn the Music Up) (en español «Música tendrás»)

| Serie # | Ep. # | Título                      | Canción de la semana      | Tema                 | Estreno original         | Estreno en Latinoamérica                                                     |
| ------- | ----- | --------------------------- | ------------------------- | -------------------- | ------------------------ | ---------------------------------------------------------------------------- |
| 116     | 1     | Mascotas                    | La Granja Hi-5            | Diversión y animales | 13 de septiembre de 2010 | 21 de febrero de 2011                                                        |
| 117     | 2     | En la granja                | La Granja Hi-5            | Diversión y animales | 14 de septiembre de 2010 | 22 de febrero de 2011                                                        |
| 118     | 3     | Aventura en la jungla       | La Granja Hi-5            | Diversión y animales | 15 de septiembre de 2010 | 23 de febrero de 2011                                                        |
| 119     | 4     | Animales que trabajan       | La Granja Hi-5            | Diversión y animales | 16 de septiembre de 2010 | 24 de febrero de 2011                                                        |
| 120     | 5     | Bajo el mar                 | La Granja Hi-5            | Diversión y animales | 17 de septiembre de 2010 | 25 de febrero de 2011                                                        |
| 121     | 6     | Cosas que crecen            | En las puntas de tus pies | Crecer               | 20 de septiembre de 2010 | 28 de febrero de 2011 (Argentina) 21 de marzo de 2011 (México y Panregional) |
| 122     | 7     | Construyendo                | En las puntas de tus pies | Crecer               | 21 de septiembre de 2010 | 1 de marzo de 2011 (Argentina) 22 de marzo de 2011 (México y Panregional)    |
| 123     | 8     | Creciendo                   | En las puntas de tus pies | Crecer               | 22 de septiembre de 2010 | 2 de marzo de 2011 (Argentina) 23 de marzo de 2011 (México y Panregional)    |
| 124     | 9     | Jardines                    | En las puntas de tus pies | Crecer               | 23 de septiembre de 2010 | 3 de marzo de 2011 (Argentina) 24 de marzo de 2011 (México y Panregional)    |
| 125     | 10    | Cuerpos fuertes             | En las puntas de tus pies | Crecer               | 24 de septiembre de 2010 | 4 de marzo de 2011 (Argentina) 25 de marzo de 2011 (México y Panregional)    |
| 126     | 11    | Experimentos                | El baile del marciano     | Descubrir            | 27 de septiembre de 2010 | 2 de mayo de 2011                                                            |
| 127     | 12    | En la naturaleza            | El baile del marciano     | Descubrir            | 28 de septiembre de 2010 | 3 de mayo de 2011                                                            |
| 128     | 13    | Espacio Exterior            | El baile del marciano     | Descubrir            | 29 de septiembre de 2010 | 4 de mayo de 2011                                                            |
| 129     | 14    | Algo nuevo                  | El baile del marciano     | Descubrir            | 30 de septiembre de 2010 | 5 de mayo de 2011                                                            |
| 130     | 15    | ¿Por qué soy especial?      | El baile del marciano     | Descubrir            | 1 de octubre de 2010     | 6 de mayo de 2011                                                            |
| 131     | 16    | Rutinas                     | La casa de la felicidad   | Hogar                | 4 de octubre de 2010     | 27 de junio de 2011                                                          |
| 132     | 17    | En la cocina                | La casa de la felicidad   | Hogar                | 5 de octubre de 2010     | 28 de junio de 2011                                                          |
| 133     | 18    | Juegos en el patio          | La casa de la felicidad   | Hogar                | 6 de octubre de 2010     | 29 de junio de 2011                                                          |
| 134     | 19    | Diversión con amigos        | La casa de la felicidad   | Hogar                | 7 de octubre de 2010     | 30 de junio de 2011                                                          |
| 135     | 20    | Familia                     | La casa de la felicidad   | Hogar                | 8 de octubre de 2010     | 1 de julio de 2011                                                           |
| 136     | 21    | Creando                     | El bus del baile          | Hagámoslo            | 11 de octubre de 2010    | 1 de agosto de 2011                                                          |
| 137     | 22    | Vacaciones de verano        | El bus del baile          | Hagámoslo            | 12 de octubre de 2010    | 2 de agosto de 2011                                                          |
| 138     | 23    | Bailes                      | El bus del baile          | Hagámoslo            | 13 de octubre de 2010    | 3 de agosto de 2011                                                          |
| 139     | 24    | Invierno                    | El bus del baile          | Hagámoslo            | 14 de octubre de 2010    | 4 de agosto de 2011                                                          |
| 140     | 25    | Celebraciones               | El bus del baile          | Hagámoslo            | 15 de octubre de 2010    | 5 de agosto de 2011                                                          |
| 141     | 26    | Marionetas y títeres        | El baúl de los juguetes   | Juguetes             | 18 de octubre de 2010    | 17 de octubre de 2011                                                        |
| 142     | 27    | Aventuras de oso de peluche | El baúl de los juguetes   | Juguetes             | 19 de octubre de 2010    | 18 de octubre de 2011                                                        |
| 143     | 28    | Juegos                      | El baúl de los juguetes   | Juguetes             | 20 de octubre de 2010    | 19 de octubre de 2011                                                        |
| 144     | 29    | Cosas favoritas             | El baúl de los juguetes   | Juguetes             | 21 de octubre de 2010    | 20 de octubre de 2011                                                        |
| 145     | 30    | Deportes                    | El baúl de los juguetes   | Juguetes             | 22 de octubre de 2010    | 21 de octubre de 2011                                                        |
| 146     | 31    | Mundo tecnológico           | Un aventurero soy         | Aventuras            | 25 de octubre de 2010    | 12 de diciembre de 2011                                                      |
| 147     | 32    | Superhéroes                 | Un aventurero soy         | Aventuras            | 26 de octubre de 2010    | 13 de diciembre de 2011                                                      |
| 148     | 33    | Máquinas maravillosas       | Un aventurero soy         | Aventuras            | 27 de octubre de 2010    | 14 de diciembre de 2011                                                      |
| 149     | 34    | Circo de gira               | Un aventurero soy         | Aventuras            | 28 de octubre de 2010    | 15 de diciembre de 2011                                                      |
| 150     | 35    | Día de preescolar           | Un aventurero soy         | Aventuras            | 29 de octubre de 2010    | 16 de diciembre de 2011                                                      |
| 151     | 36    | Criaturas mágicas           | ¡Hey, presto!             | Magia                | 1 de noviembre de 2010   | 16 de enero de 2012                                                          |
| 152     | 37    | Magia en la naturaleza      | ¡Hey, presto!             | Magia                | 2 de noviembre de 2010   | 17 de enero de 2012                                                          |
| 153     | 38    | Viajes mágicos              | ¡Hey, presto!             | Magia                | 3 de noviembre de 2010   | 18 de enero de 2012                                                          |
| 154     | 39    | Ciencia mágica              | ¡Hey, presto!             | Magia                | 4 de noviembre de 2010   | 19 de enero de 2012                                                          |
| 155     | 40    | Soy mágico                  | ¡Hey, presto!             | Magia                | 5 de noviembre de 2010   | 20 de enero de 2012                                                          |
| 156     | 41    | Fiestas                     | Música tendrás            | Sorpresa             | 8 de noviembre de 2010   | 26 de marzo de 2012 (Argentina) 2 de abril de 2012 (México y Panregional)    |
| 157     | 42    | Visitas sorpresa            | Música tendrás            | Sorpresa             | 9 de noviembre de 2010   | 27 de marzo de 2012 (Argentina) 3 de abril de 2012 (México y Panregional)    |
| 158     | 43    | ¿Qué hay adentro?           | Música tendrás            | Sorpresa             | 10 de noviembre de 2010  | 28 de marzo de 2012 (Argentina) 4 de abril de 2012 (México y Panregional)    |
| 159     | 44    | Bebés y algo nuevo          | Música tendrás            | Sorpresa             | 11 de noviembre de 2010  | 29 de marzo de 2012 (Argentina) 5 de abril de 2012 (México y Panregional)    |
| 160     | 45    | Tesoros                     | Música tendrás            | Sorpresa             | 12 de noviembre de 2010  | 30 de marzo de 2012 (Argentina) 6 de abril de 2012 (México y Panregional)    |

### Temporada 5 (2013)
Casting: Stevie Nicholson, Tim Maddren, Lauren Brant, Casey Burgess y Fely Irvine.
- Increíble (Amazing) (en español «Tú eres increíble») Versión de la Temporada 9 de Hi-5 Australia.
- Mundo Acuático (Underwater Discovery) (en español «Conmigo ven») Versión de la Temporada 5 de Hi-5 Australia.
- Ser Feliz (L.O.V.E) Versión de las Temporadas 1 y 5 de Hi-5 Australia.
- Máquinas (Robot Number One) (en español «Tengo un robot») Versión de la Temporada 2 de Hi-5 Australia.
- Soñar (Wish Upon a Star) (en español «Desea a una estrella») Versión de la Temporada 8 de Hi-5 Australia.
- Acerca de Mí (Five Senses) (en español «Cinco sentidos») Versión de la Temporada 1 de Hi-5 Australia.
- Amigos (Some Kind of Wonderful) (en español «Todos maravillosos son») Versión de la Temporada 7 de Hi-5 Australia.
- Juegos (Ready or Not) (en español «Listo o no») Versión de las Temporadas 1 y 5 de Hi-5 Australia.
- Música (Making Music) (en español «Un sonido haces tú») Versión de la Temporada 7 de Hi-5 Australia.

| Serie # | Ep. # | Título                                   | Canción de la semana   | Tema           | Estreno original        | Estreno en Latinoamérica                                                           |  |
| ------- | ----- | ---------------------------------------- | ---------------------- | -------------- | ----------------------- | ---------------------------------------------------------------------------------- |  |
| 161     | 1     | Las maravillas del mundo                 | Tú eres increíble      | Increíble      | 17 de octubre de 2011   | 23 de abril de 2012 (México y Argentina) 14 de mayo de 2012 (Panregional y Brasil) |  |
| 162     | 2     | Espacio asombroso                        | Tú eres increíble      | Increíble      | 18 de octubre de 2011   | 24 de abril de 2012 (México y Argentina) 15 de mayo de 2012 (Panregional y Brasil) |  |
| 113     | 3     | Magia                                    | Tú eres increíble      | Increíble      | 19 de octubre de 2011   | 25 de abril de 2012 (México y Argentina) 16 de mayo de 2012 (Panregional y Brasil) |  |
| 164     | 4     | Héroes                                   | Tú eres increíble      | Increíble      | 20 de octubre de 2011   | 26 de abril de 2012 (México y Argentina) 17 de mayo de 2012 (Panregional y Brasil) |  |
| 165     | 5     | Mundo en miniatura                       | Tú eres increíble      | Increíble      | 21 de octubre de 2011   | 27 de abril de 2012 (México y Argentina) 18 de mayo de 2012 (Panregional y Brasil) |  |
| 166     | 6     | Bajo el mar                              | Conmigo ven            | Mundo acuático | 24 de octubre de 2011   | 2 de julio de 2012                                                                 |  |
| 167     | 7     | Cosas que viajan en el agua              | Conmigo ven            | Mundo acuático | 25 de octubre de 2011   | 3 de julio de 2012                                                                 |  |
| 168     | 8     | En la playa                              | Conmigo ven            | Mundo acuático | 26 de octubre de 2011   | 4 de julio de 2012                                                                 |  |
| 169     | 9     | En la isla                               | Conmigo ven            | Mundo acuático | 27 de octubre de 2011   | 5 de julio de 2012                                                                 |  |
| 170     | 10    | El arrecife de coral                     | Conmigo ven            | Mundo acuático | 28 de octubre de 2011   | 6 de julio de 2012                                                                 |  |
| 171     | 11    | Amor                                     | L.O.V.E                | Me siento bien | 31 de octubre de 2011   | 20 de agosto de 2012                                                               |  |
| 172     | 12    | Hagamos                                  | L.O.V.E                | Me siento bien | 1 de noviembre de 2011  | 21 de agosto de 2012                                                               |  |
| 173     | 13    | Ayudar a los demás                       | L.O.V.E                | Me siento bien | 2 de noviembre de 2011  | 22 de agosto de 2012                                                               |  |
| 174     | 14    | Logros                                   | L.O.V.E                | Me siento bien | 3 de noviembre de 2011  | 23 de agosto de 2012                                                               |  |
| 175     | 15    | Mis cosas favoritas                      | L.O.V.E                | Me siento bien | 4 de noviembre de 2011  | 24 de agosto de 2012                                                               |  |
| 176     | 16    | Robots                                   | Tengo un robot         | Máquinas       | 7 de noviembre de 2011  | 8 de octubre de 2012                                                               |  |
| 177     | 17    | Inventos                                 | Tengo un robot         | Máquinas       | 8 de noviembre de 2011  | 9 de octubre de 2012                                                               |  |
| 178     | 18    | Construcciones fantásticas               | Tengo un robot         | Máquinas       | 9 de noviembre de 2011  | 10 de octubre de 2012                                                              |  |
| 179     | 19    | La máquina del tiempo                    | Tengo un robot         | Máquinas       | 10 de noviembre de 2011 | 11 de octubre de 2012                                                              |  |
| 180     | 20    | Aviones, trenes y automóviles            | Tengo un robot         | Máquinas       | 11 de noviembre de 2011 | 12 de octubre de 2012                                                              |  |
| 181     | 21    | La magia de las estrellas                | Desea a una estrella   | Soñar          | 14 de noviembre de 2011 | 5 de noviembre de 2012                                                             |  |
| 182     | 22    | Soñando                                  | Desea a una estrella   | Soñar          | 15 de noviembre de 2011 | 6 de noviembre de 2012                                                             |  |
| 183     | 23    | Cuando crezca                            | Desea a una estrella   | Soñar          | 16 de noviembre de 2011 | 7 de noviembre de 2012                                                             |  |
| 184     | 24    | Viajes de la imaginación                 | Desea a una estrella   | Soñar          | 17 de noviembre de 2011 | 8 de noviembre de 2012                                                             |  |
| 185     | 25    | Deseos                                   | Desea a una estrella   | Soñar          | 18 de noviembre de 2011 | 9 de noviembre de 2012                                                             |  |
| 186     | 26    | Cuerpo humano                            | Cinco sentidos         | Acerca de mí   | 21 de noviembre de 2011 | 3 de diciembre de 2012 (Argentina) 10 de diciembre de 2012 (México y Panregional)  |  |
| 187     | 27    | Comida                                   | Cinco sentidos         | Acerca de mí   | 22 de noviembre de 2011 | 4 de diciembre de 2012 (Argentina) 11 de diciembre de 2012 (México y Panregional)  |  |
| 188     | 28    | Soy especial                             | Cinco sentidos         | Acerca de mí   | 23 de noviembre de 2011 | 5 de diciembre de 2012 (Argentina) 12 de diciembre de 2012 (México y Panregional)  |  |
| 189     | 29    | El juego de los sentidos                 | Cinco sentidos         | Acerca de mí   | 24 de noviembre de 2011 | 6 de diciembre de 2012 (Argentina) 13 de diciembre de 2012 (México y Panregional)  |  |
| 190     | 30    | Feliz                                    | Cinco sentidos         | Acerca de mí   | 25 de noviembre de 2011 | 7 de diciembre de 2012 (Argentina) 14 de diciembre de 2012 (México y Panregional)  |  |
| 191     | 31    | Amistad                                  | Todos son maravillosos | Amigos         | 28 de noviembre de 2011 | 25 de febrero de 2013                                                              |  |
| 192     | 32    | Animales amigos                          | Todos son maravillosos | Amigos         | 29 de noviembre de 2011 | 26 de febrero de 2013                                                              |  |
| 193     | 33    | Familia                                  | Todos son maravillosos | Amigos         | 30 de noviembre de 2011 | 27 de febrero de 2013                                                              |  |
| 194     | 34    | Celebrando con amigos                    | Todos son maravillosos | Amigos         | 1 de diciembre de 2011  | 28 de febrero de 2013                                                              |  |
| 195     | 35    | Haciendo amigos                          | Todos son maravillosos | Amigos         | 2 de diciembre de 2011  | 1 de marzo de 2013                                                                 |  |
| 196     | 36    | Juegos                                   | Listo o no             | Juegos         | 5 de diciembre de 2011  | 1 de abril de 2013                                                                 |  |
| 197     | 37    | Equipos                                  | Listo o no             | Juegos         | 6 de diciembre de 2011  | 2 de abril de 2013                                                                 |  |
| 198     | 38    | Deportes por dentro                      | Listo o no             | Juegos         | 7 de diciembre de 2011  | 3 de abril de 2013                                                                 |  |
| 199     | 39    | Día de deportes de animales              | Listo o no             | Juegos         | 8 de diciembre de 2011  | 4 de abril de 2013                                                                 |  |
| 200     | 40    | Callejón de los espectáculos secundarios | Listo o no             | Juegos         | 9 de diciembre de 2011  | 5 de abril de 2013                                                                 |  |
| 201     | 41    | Haciendo música                          | Un sonido haces tú     | Música         | 12 de diciembre de 2011 | 8 de julio de 2013                                                                 |  |
| 202     | 42    | Bailando                                 | Un sonido haces tú     | Música         | 13 de diciembre de 2011 | 9 de julio de 2013                                                                 |  |
| 203     | 43    | Música alrededor del mundo               | Un sonido haces tú     | Música         | 14 de diciembre de 2011 | 10 de julio de 2013                                                                |  |
| 204     | 44    | Sonidos en la naturaleza                 | Un sonido haces tú     | Música         | 15 de diciembre de 2011 | 11 de julio de 2013                                                                |  |
| 205     | 45    | Instrumentos musicales                   | Un sonido haces tú     | Música         | 16 de diciembre de 2011 | 12 de julio de 2013                                                                |  |

### Temporada 6 (2013)
Casting: Stevie Nicholson, Lauren Brant, Ainsley Melham, Dayen Zheng y Mary Lascaris.
A partir de esta temporada, el tema semanal no se encuentra explícito.
- Hogar (Come on In) (en español «Ahora ven»)
- Cuerpos (Move Your Body) (en español «Tu cuerpo moverás») Versión de la Temporada 1 de Hi-5 Australia.
- Deseos (Reach Out) (en español «Tu sueño atraparás»)
- Animales (So Many Animals) (en español «Hay animales») Versión de la Temporada 2 de Hi-5 Australia.
- Prehistoria (Dance With the Dinosaurs) (en español «El baile de los dinosaurios»)

| Serie # | Ep. # | Título                          | Canción de la semana     | Tema        | Estreno original                                                   | Estreno en Latinoamérica |
| ------- | ----- | ------------------------------- | ------------------------ | ----------- | ------------------------------------------------------------------ | ------------------------ |
| 211     | 1     | Explorando mi espacio           | ¡Entra ya!               | Hogar       | 4 de noviembre de 2013 (Australia) 9 de diciembre de 2013 (Asia)   | 17 de noviembre de 2014  |
| 212     | 2     | Las cosas que amo en casa       | ¡Entra ya!               | Hogar       | 5 de noviembre de 2013 (Australia) 10 de diciembre de 2013 (Asia)  | 18 de noviembre de 2014  |
| 213     | 3     | ¿De dónde venimos?              | ¡Entra ya!               | Hogar       | 6 de noviembre de 2013 (Australia) 11 de diciembre de 2013 (Asia)  | 19 de noviembre de 2014  |
| 214     | 4     | Adentro y afuera                | ¡Entra ya!               | Hogar       | 7 de noviembre de 2013 (Australia) 12 de diciembre de 2013 (Asia)  | 20 de noviembre de 2014  |
| 215     | 5     | Las mascotas                    | ¡Entra ya!               | Hogar       | 8 de noviembre de 2013 (Australia) 13 de diciembre de 2013 (Asia)  | 21 de noviembre de 2014  |
| 216     | 6     | Mover el cuerpo                 | Tu cuerpo moverás        | Cuerpos     | 11 de noviembre de 2013 (Australia) 16 de diciembre de 2013 (Asia) | 24 de noviembre de 2014  |
| 217     | 7     | Deportes y juegos               | Tu cuerpo moverás        | Cuerpos     | 12 de noviembre de 2013 (Australia) 17 de diciembre de 2013 (Asia) | 25 de noviembre de 2014  |
| 218     | 8     | Comida                          | Tu cuerpo moverás        | Cuerpos     | 13 de noviembre de 2013 (Australia) 18 de diciembre de 2013 (Asia) | 26 de noviembre de 2014  |
| 219     | 9     | Sentirse bien                   | Tu cuerpo moverás        | Cuerpos     | 14 de noviembre de 2013 (Australia) 19 de diciembre de 2013 (Asia) | 27 de noviembre de 2014  |
| 220     | 10    | Probar lo nuevo                 | Tu cuerpo moverás        | Cuerpos     | 15 de noviembre de 2013 (Australia) 20 de diciembre de 2013 (Asia) | 28 de noviembre de 2014  |
| 221     | 11    | Magia                           | Atrapa tus sueños        | Deseos      | 18 de noviembre de 2013 (Australia) 23 de diciembre de 2013 (Asia) | 16 de febrero de 2015    |
| 222     | 12    | Los atrapasueños                | Atrapa tus sueños        | Deseos      | 19 de noviembre de 2013 (Australia) 24 de diciembre de 2013 (Asia) | 17 de febrero de 2015    |
| 223     | 13    | Si pudiera hacer cualquier cosa | Atrapa tus sueños        | Deseos      | 20 de noviembre de 2013 (Australia) 25 de diciembre de 2013 (Asia) | 18 de febrero de 2015    |
| 224     | 14    | Vacaciones en sueño             | Atrapa tus sueños        | Deseos      | 21 de noviembre de 2013 (Australia) 26 de diciembre de 2013 (Asia) | 19 de febrero de 2015    |
| 225     | 15    | Dulces sueños                   | Atrapa tus sueños        | Deseos      | 22 de noviembre de 2013 (Australia) 27 de diciembre de 2013 (Asia) | 20 de febrero de 2015    |
| 226     | 16    | Animales australianos           | Hay animales             | Animales    | 25 de noviembre de 2013 (Australia) 30 de diciembre de 2013 (Asia) | 6 de abril de 2015       |
| 227     | 17    | Cuidando animales               | Hay animales             | Animales    | 26 de noviembre de 2013 (Australia) 31 de diciembre de 2013 (Asia) | 7 de abril de 2015       |
| 228     | 18    | El reino animal                 | Hay animales             | Animales    | 27 de noviembre de 2013 (Australia) 1 de enero de 2014 (Asia)      | 8 de abril de 2015       |
| 229     | 19    | Bajo el agua                    | Hay animales             | Animales    | 28 de noviembre de 2013 (Australia) 2 de enero de 2014 (Asia)      | 9 de abril de 2015       |
| 230     | 20    | Animales salvajes               | Hay animales             | Animales    | 29 de noviembre de 2013 (Australia) 3 de enero de 2014 (Asia)      | 10 de abril de 2015      |
| 231     | 21    | Fuertes y Valientes             | Baile de los dinosaurios | Prehistoria | 2 de diciembre de 2013 (Australia) 6 de enero de 2014 (Asia)       | 13 de julio de 2015      |
| 232     | 22    | Superhéroes                     | Baile de los dinosaurios | Prehistoria | 3 de diciembre de 2013 (Australia) 7 de enero de 2014 (Asia)       | 14 de julio de 2015      |
| 233     | 23    | Exploradores                    | Baile de los dinosaurios | Prehistoria | 4 de diciembre de 2013 (Australia) 8 de enero de 2014 (Asia)       | 15 de julio de 2015      |
| 234     | 24    | Viajes                          | Baile de los dinosaurios | Prehistoria | 5 de diciembre de 2013 (Australia) 9 de enero de 2014 (Asia)       | 16 de julio de 2015      |
| 235     | 25    | Fantasía                        | Baile de los dinosaurios | Prehistoria | 6 de diciembre de 2013 (Australia) 10 de enero de 2014 (Asia)      | 17 de julio de 2015      |

### Temporada 7 (2014)
Cast: Stevie Nicholson, Tanika Anderson, Ainsley Melham, Dayen Zheng y Mary Lascaris.
- Mundo (It's Our Planet) (en español «Nuestro planeta»)
- Saludar (Give Five) (en español «Dame cinco») Versión de la Temporada 5 de Hi-5 Australia.
- Universo (Starbust) (en español «Estrella supernova»)
- Invitados (It's a Party) (en español «Hay una fiesta») Versión de la Temporada 2 de Hi-5 Australia.
- Recreo (Playtime) (en español «Es hora de jugar») Versión de la Temporada 10 de Hi-5 Australia.

| Serie # | Ep. # | Título                            | Canción de la semana | Tema      | Estreno original                                                 | Estreno en Latinoamérica |
| ------- | ----- | --------------------------------- | -------------------- | --------- | ---------------------------------------------------------------- | ------------------------ |
| 236     | 1     | La selva del Amazonas             | Es nuestro planeta   | Mundo     | 6 de octubre de 2014 (Australia) 8 de diciembre de 2014 (Asia)   | 9 de enero de 2017       |
| 237     | 2     | Mi patio                          | Es nuestro planeta   | Mundo     | 7 de octubre de 2014 (Australia) 9 de diciembre de 2014 (Asia)   | 10 de enero de 2017      |
| 238     | 3     | Arrecife de coral                 | Es nuestro planeta   | Mundo     | 8 de octubre de 2014 (Australia) 10 de diciembre de 2014 (Asia)  | 11 de enero de 2017      |
| 239     | 4     | Aventuras al polo norte y sur     | Es nuestro planeta   | Mundo     | 9 de octubre de 2014 (Australia) 11 de diciembre de 2014 (Asia)  | 12 de enero de 2017      |
| 240     | 5     | Súper ecocampeones                | Es nuestro planeta   | Mundo     | 10 de octubre de 2014 (Australia) 12 de diciembre de 2014 (Asia) | 13 de enero de 2017      |
| 241     | 6     | Diversión con los amigos          | Dame cinco           | Saludar   | 20 de octubre de 2014 (Australia) 22 de diciembre de 2014 (Asia) | 16 de enero de 2017      |
| 242     | 7     | Haciendo Amigos                   | Dame cinco           | Saludar   | 21 de octubre de 2014 (Australia) 23 de diciembre de 2014 (Asia) | 17 de enero de 2017      |
| 243     | 8     | Todo tipo de familias             | Dame cinco           | Saludar   | 22 de octubre de 2014 (Australia) 24 de diciembre de 2014 (Asia) | 18 de enero de 2017      |
| 244     | 9     | Tradiciones familiares            | Dame                 | Saludar   | 23 de octubre de 2014 (Australia) 25 de diciembre de 2014 (Asia) | 19 de enero de 2017      |
| 245     | 10    | Citas para jugar                  | Dame cinco           | Saludar   | 24 de octubre de 2014 (Australia) 26 de diciembre de 2014 (Asia) | 20 de enero de 2017      |
| 246     | 11    | Inventos                          | Estrella supernova   | Universo  | 13 de octubre de 2014 (Australia) 15 de diciembre de 2014 (Asia) | 6 de febrero de 2017     |
| 247     | 12    | A navegar por Internet            | Estrella supernova   | Universo  | 14 de octubre de 2014 (Australia) 16 de diciembre de 2014 (Asia) | 7 de febrero de 2017     |
| 248     | 13    | Aparatos y artefactos             | Estrella supernova   | Universo  | 15 de octubre de 2014 (Australia) 17 de diciembre de 2014 (Asia) | 8 de febrero de 2017     |
| 249     | 14    | Máquinas increíbles               | Estrella supernova   | Universo  | 16 de octubre de 2014 (Australia) 18 de diciembre de 2014 (Asia) | 9 de febrero de 2017     |
| 250     | 15    | Transportes                       | Estrella supernova   | Universo  | 17 de octubre de 2014 (Australia) 19 de diciembre de 2014 (Asia) | 10 de febrero de 2017    |
| 251     | 16    | Una fiesta                        | Es una fiesta        | Invitados | 27 de octubre de 2014 (Australia) 29 de diciembre de 2014 (Asia) | 8 de mayo de 2017        |
| 252     | 17    | Navidad                           | Es una fiesta        | Invitados | 28 de octubre de 2014 (Australia) 30 de diciembre de 2014 (Asia) | 9 de mayo de 2017        |
| 253     | 18    | Hitos                             | Es una fiesta        | Invitados | 29 de octubre de 2014 (Australia) 31 de diciembre de 2014 (Asia) | 10 de mayo de 2017       |
| 254     | 19    | Celebraciones alrededor del mundo | Es una fiesta        | Invitados | 30 de octubre de 2014 (Australia) 1 de enero de 2015 (Asia)      | 11 de mayo de 2017       |
| 255     | 20    | Tú y yo                           | Es una fiesta        | Invitados | 31 de octubre de 2014 (Australia) 2 de enero de 2015 (Asia)      | 12 de mayo de 2017       |
| 256     | 21    | Jugando                           | Recreo               | Jugar     | 3 de noviembre de 2014 (Australia) 5 de enero de 2015 (Asia)     | 21 de agosto de 2017     |
| 257     | 22    | Vestidos                          | Recreo               | Jugar     | 4 de noviembre de 2014 (Australia) 6 de enero de 2015 (Asia)     | 22 de agosto de 2017     |
| 258     | 23    | Jugar es bueno                    | Recreo               | Jugar     | 5 de noviembre de 2014 (Australia) 7 de enero de 2015 (Asia)     | 23 de agosto de 2017     |
| 259     | 24    | Rompecabezas                      | Recreo               | Jugar     | 6 de noviembre de 2014 (Australia) 8 de enero de 2015 (Asia)     | 24 de agosto de 2017     |
| 260     | 25    | Imaginación                       | Recreo               | Jugar     | 7 de noviembre de 2014 (Australia) 9 de enero de 2015 (Asia)     | 25 de agosto de 2017     |

### Temporada 7 (2015)
Cast: Stevie Nicholson, Tanika Anderson, Ainsley Melham, Dayen Zheng y Mary Lascaris.
- Como un Animal (Animal Dance)
- Héroes de Acción (Action Hero) Versión de la Temporada 7 de Hi-5 Australia.
- La Vida hay Que Disfrutar (The Best Things in Life Are Free) Versión de la Temporada 10 de Hi-5 Australia.
- Sonidos de la Ciudad (Sounds of The City)
- Un Gran Equipo (T.E.A.M) Versión de la Temporada 7 de Hi-5 Australia.

| Serie # | Ep. # | Título                         | Canción de la semana      | Estreno original                                                                              | Estreno en Latinoamérica |
| ------- | ----- | ------------------------------ | ------------------------- | --------------------------------------------------------------------------------------------- | ------------------------ |
| 261     | 1     | Los hogares animales           | Como un animal            | 11 de enero de 2016 (Australia) 25 de marzo de 2016 (Netflix) 26 de septiembre de 2016 (Asia) | 19 de febrero de 2019    |
| 262     | 2     | Jardines                       | Como un animal            | 12 de enero de 2016 (Australia) 25 de marzo de 2016 (Netflix) 27 de septiembre de 2016 (Asia) | 20 de febrero de 2019    |
| 263     | 3     | El clima                       | Como un animal            | 13 de enero de 2016 (Australia) 25 de marzo de 2016 (Netflix) 28 de septiembre de 2016 (Asia) | 21 de febrero de 2019    |
| 264     | 4     | Las maravillas del mundo       | Como un animal            | 14 de enero de 2016 (Australia) 25 de marzo de 2016 (Netflix) 29 de septiembre de 2016 (Asia) | 22 de febrero de 2019    |
| 265     | 5     | Estrellas y espacio            | Como un animal            | 15 de enero de 2016 (Australia) 25 de marzo de 2016 (Netflix) 30 de septiembre de 2016 (Asia) | 23 de febrero de 2019    |
| 266     | 6     | Superhéroes                    | Héroes de acción          | 18 de enero de 2016 (Australia) 25 de marzo de 2016 (Netflix) 3 de octubre de 2016 (Asia)     | 24 de febrero de 2019    |
| 267     | 7     | Héroes locales                 | Héroes de acción          | 19 de enero de 2016 (Australia) 25 de marzo de 2016 (Netflix) 4 de octubre de 2016 (Asia)     | 25 de febrero de 2019    |
| 268     | 8     | Supercomida                    | Héroes de acción          | 20 de enero de 2016 (Australia) 25 de marzo de 2016 (Netflix) 5 de octubre de 2016 (Asia)     | 26 de febrero de 2019    |
| 269     | 9     | Superanimales                  | Héroes de acción          | 21 de enero de 2016 (Australia) 25 de marzo de 2016 (Netflix) 6 de octubre de 2016 (Asia)     | 27 de febrero de 2019    |
| 270     | 10    | Mis héroes                     | Héroes de acción          | 22 de enero de 2016 (Australia) 25 de marzo de 2016 (Netflix) 7 de octubre de 2016 (Asia)     | 28 de febrero de 2019    |
| 271     | 11    | Audaces                        | La vida hay que disfrutar | 25 de enero de 2016 (Australia) 25 de marzo de 2016 (Netflix) 10 de octubre de 2016 (Asia)    | 1 de marzo de 2019       |
| 272     | 12    | Haciendo algo nuevo            | La vida hay que disfrutar | 26 de enero de 2016 (Australia) 25 de marzo de 2016 (Netflix) 11 de octubre de 2016 (Asia)    | 2 de marzo de 2019       |
| 273     | 13    | Crear nuestra propia diversión | La vida hay que disfrutar | 27 de enero de 2016 (Australia) 25 de marzo de 2016 (Netflix) 12 de octubre de 2016 (Asia)    | 3 de marzo de 2019       |
| 274     | 14    | Cosas que hacer                | La vida hay que disfrutar | 28 de enero de 2016 (Australia) 25 de marzo de 2016 (Netflix) 13 de octubre de 2016 (Asia)    | 4 de marzo de 2019       |
| 275     | 15    | La Feria Hi-5                  | La vida hay que disfrutar | 29 de enero de 2016 (Australia) 25 de marzo de 2016 (Netflix) 14 de octubre de 2016 (Asia)    | 5 de marzo de 2019       |
| 276     | 16    | Transporte de ciudad           | Sonidos de la ciudad      | 1 de febrero de 2016 (Australia) 25 de marzo de 2016 (Netflix) 17 de octubre de 2016 (Asia)   | 6 de marzo de 2019       |
| 277     | 17    | Trabajos                       | Sonidos de la ciudad      | 2 de febrero de 2016 (Australia) 25 de marzo de 2016 (Netflix) 18 de octubre de 2016 (Asia)   | 7 de marzo de 2019       |
| 278     | 18    | Diversión en la ciudad         | Sonidos de la ciudad      | 3 de febrero de 2016 (Australia) 25 de marzo de 2016 (Netflix) 19 de octubre de 2016 (Asia)   | 8 de marzo de 2019       |
| 279     | 19    | Ciudades del pasado            | Sonidos de la ciudad      | 4 de febrero de 2016 (Australia) 25 de marzo de 2016 (Netflix) 20 de octubre de 2016 (Asia)   | 9 de marzo de 2019       |
| 280     | 20    | Ciudades futuristas            | Sonidos de la ciudad      | 5 de febrero de 2016 (Australia) 25 de marzo de 2016 (Netflix) 21 de octubre de 2016 (Asia)   | 10 de marzo de 2019      |
| 281     | 21    | Deportes                       | Un gran equipo            | 8 de febrero de 2016 (Australia) 25 de marzo de 2016 (Netflix) 24 de octubre de 2016 (Asia)   | 11 de marzo de 2019      |
| 282     | 22    | Trabajando en equipo           | Un gran equipo            | 9 de febrero de 2016 (Australia) 25 de marzo de 2016 (Netflix) 25 de octubre de 2016 (Asia)   | 12 de marzo de 2019      |
| 283     | 23    | Equipos de animales            | Un gran equipo            | 10 de febrero de 2016 (Australia) 25 de marzo de 2016 (Netflix) 26 de octubre de 2016 (Asia)  | 13 de marzo de 2019      |
| 284     | 24    | Equipos                        | Un gran equipo            | 11 de febrero de 2016 (Australia) 25 de marzo de 2016 (Netflix) 27 de octubre de 2016 (Asia)  | 14 de marzo de 2019      |
| 285     | 25    | Cooperación y comunicación     | Un gran equipo            | 12 de febrero de 2016 (Australia) 25 de marzo de 2016 (Netflix) 28 de octubre de 2016 (Asia)  | 15 de marzo de 2019      |

## Canciones
Nota: Las temporadas 13, 14 y 16 incluye temas que fueron realizados originalmente por Hi-5 Australia en años anteriores, y algunos salieron en Latinoamérica por Hi-5 EUA.
La Temporada 15 incluye 3 temas que fueron realizados por Hi-5 Australia en las temporadas 2, 5 y 10 (nunca estrenadas en América).
La temporada 16 incluye un tema que fue realizado por Hi-5 Australia en la temporada 10 (nunca estrenada en América).
| Canción                                                        | Temporada/ Versión                                              | Año               |
| -------------------------------------------------------------- | --------------------------------------------------------------- | ----------------- |
| "¡Tu!" (Wow!)                                                  | Temporada 9 original                                            | 2007              |
| "Conmigo ven" (Underwater discovery)                           | Temporada 5 original / Temporada 2 (EUA)                        | 2003/ 2005        |
| "L.O.V.E."                                                     | Temporada 1 original / Temporada 5 original                     | 1999/ 2003        |
| "Tengo un robot" (Robot number one)                            | Temporada 2 original / Temporada 1 (EUA)                        | 2000/ 2003        |
| "Desea a una estrella" (Wish upon a star)                      | Temporada 8 original                                            | 2006              |
| "Cinco sentidos" (Five senses)                                 | Temporada 1 original/ Temporada 1 (EUA)/ Temporada 1 (UK)       | 1999/ 2003/ 2008  |
| "Todos son maravillosos" (Some kind of Wonderful)              | Temporada 7 original / Temporada 2 (EUA)                        | 2005              |
| "Listo o no" (Ready or not)                                    | Temporada 1 original / Temporada 5 original / Temporada 1 (EUA) | 1999/ 2003        |
| "Un sonido haces tú" (Making music)                            | Temporada 7 original / Temporada 2 (EUA)                        | 2005              |
| "Tu cuerpo moverás" (Move your body)                           | Temporada 2 original / Temporada 1 (EUA)                        | 1999/ 2003        |
| "Hay animales" (So many animals)                               | Temporada 2 original / Temporada 1 (EUA) / Temporada 1 (UK)     | 2000/ 2003 / 2008 |
| "Dame cinco" (Give five)                                       | Temporada 5 original / Temporada 1 (UK)                         | 2003 / 2008       |
| "Es una fiesta" (It's a party)                                 | Temporada 2 original                                            | 2000              |
| "Recreo" (Playtime)                                            | Temporada 10 original                                           | 2008              |
| "Héroes de acción" (Action hero)                               | Temporada 7 original / Temporada 2 (EUA)                        | 2005/ 2005        |
| "La vida hay que disfrutar" (The best things in life are free) | Temporada 10 original                                           | 2008              |
| "Equipos" (T.E.A.M)                                            | Temporada 7 original / Temporada 2 (EUA)                        | 2005/ 2005        |

## Palabras de Chini en Latinoamérica
En la versión original de Hi-5 (Australia), en el segmento de "Juego De Palabras" hay una palabra para cada canción.
Jennifer Korbee
Temporada 1 de Estados Unidos (Temporada 1 en Discovery Kids)
- A.B.C - Semana de Sentidos
- D.E.F - Semana de Animales
- G.H.I - Semana de Maquinas
- J.K.L - Semana de Aventuras
- M.N.Ñ - Semana de Juegos
- O.P.Q - Semana de Cuerpos
- R.S.T - Semana de Deseos
- U.V.W - Semana de Música
- X.Y.Z - Semana de Colores

Jennifer Korbee
Temporada 2 de Estados Unidos (Temporada 2 en Discovery Kids)
- A.B.C - Semana de Crear
- A.B.C - Semana de Acción
- A.B.C - Semana de Equipos
- A.B.C - Semana de Maravilloso
- A.B.C - Semana de Viajes

### Casey Burgess
Temporada 11 (Temporada 3 en Discovery Kids)
- Ver - Semana de Explorar
- Abrazo - Semana de Amigos
- Aplauso - Semana de Festejar
- Mirar - Semana de Curiosidad
- Árbol - Semana de Mundo Natural
- Viaje - Semana de Vacaciones
- Saltar - Semana de Estar Activo
- Jugar - Semana de Imaginar
- Diversión - Semana de Cosas Favoritas

Temporada 12 (Temporada 4 en Discovery Kids)
- Cerdo - Semana de Diversión y animales
- Grande - Semana de Crecer
- Zum - Semana de Descubrir
- Cocina - Semana de Hogar
- Bus - Semana de Hagámoslo
- Caja - Semana de Juguetes
- Héroe - Semana de Aventuras
- Estrella - Semana de Magia
- Pop - Semana de Sorpresa

Temporada 13 (Temporada 5 en Discovery Kids)
- Estupendo - Semana de Increíble
- Pez - Semana de Mundo Acuatico
- Besos - Semana de Amor
- Carro - Semana de Máquinas
- Dormir - Semana de Sueños
- Forma - Semana de Acerca de mí
- Mamá - Semana de Amigos
- Pelota - Semana de Juegos
- Cantar - Semana de Música

### Lauren Brant
Temporada 14 (Temporada 6 en Discovery Kids)
- A.B.C - Semana de ¡Entra ya!
- A.B.C - Semana de Cuerpos
- A.B.C - Semana de Atrapa tu sueño
- A.B.C - Semana de Animales
- A.B.C - Semana de Dinosaurios

### Tanika Anderson
Temporada 15 (temporada 7 en Discovery Kids)
- A.B.C - Semana de Es nuestro planeta
- A.B.C - Semana de Estrella supernova
- A.B.C - Semana de Dale esos cinco
- A.B.C - Semana de Hay una fiesta
- A.B.C - Semana de Recreo

Temporada 16 (temporada 8 en Discovery Kids)
- A.B.C - Semana de Danza animal
- A.B.C - Semana de Héroes
- A.B.C - Semana de Amor y paz
- A.B.C - Semana de Ciudad
- A.B.C - Semana de Equipos

## Logotipo
El logotipo es una mano morada con contorno verde, dentro de la mano tiene el texto "Hi-5" resaltando que el texto Hi es de color amarillo, el guion que separa Hi de 5 es de color fucsia y el número 5 es de color anaranjado.
- En las primeras aperturas de Hi-5 original y la versión americana, el texto Hi-5 tenía todo el contorno rojo y la mano tenía un contorno negro.
- El logotipo se alternó desde 2006 cuando se produce una nueva apertura. És la primera animación en 3D del logotipo, las líneas eran casi invisibles de volverse a poner, la mano que estaba morado, recoloriu en púrpura. Esta versión del logo fue utilizado de vez en cuando en la videoconferencia para la gira de vacaciones en 2012.
- El segundo (y actual) logotipo en 3D (la primera en América Latina), El color de la mano ahora es magenta, El contorno blanco se añade en el contorno verde. El punto situado junto al número 5 es rojo carmesí.
- El logo fue hecho de nuevo en la etapa en Temporada 11. El contorno de la mano es amarillo (desde la Temporada 7 en Hi-5 Australia y Temporada 2 en Hi-5: USA). La letra I que era de color amarillo en 2005, fue pintado de rojo y el punto cercano al 5 que fue de color fucsia, és pintado de azul.
- Desde 2013 al presente el logo de Hi-5 House ha cambiado y ahora es una mano parecida a la de antes solo que en vez de lila va morado y en las esquinas de los dedos van formas, para Stevie es un cuadrado, para Lauren y Tanika es una estrella rosa, para Dayen es redonda y naranja, para Ainsley es abanderada azul y para Mary es triangular y amarilla. También hay una puerta y tiene efecto 3D.

## Créditos
Creador
- Helena Harris

Compositor
- Chris Harriott

Co creador
- Posie Graeme-Evans

Directores musicales
- Ian Munro
- Rob Cotterill
- Russel Burton
- David Summons

Ejecutivo A cargo de la producción
- Martín Hersov

Productor ejecutivo
- Helena Harris

Producido por
- Kids Like Us/ Southern Star (hasta 2012)
- Nine Films & Television (hasta 2012)
- Nine Network (hasta 2012)
- Discovery Kids (solamente para la versión EUA en 2003 hasta 2006)
- Asiasons Group

Ventas internacionales y distribución
- Southern Star Sales

## Otras versiones
- Hi-5 Australia: La serie original se emitió hasta 2018 por Discovery Kids.
- Hi-5 House: La nueva generación de la serie Hi-5 está siendo filmada en Singapur, es transmitido en Australia y desde 2014 hasta 2021 en América Latina.
- Hi-5 USA: La versión estadounidense del grupo.
- Hi-5 Uk: La versión británica del grupo.
- Go Pop!: el programa transmitido por MEGA.
- Chào Bé Yêu: La versión vietnamita de Hi-5, lanzado en 2012.
- Hi-5 Philippines: La versión filipina de Hi-5, lanzado en 2015.
- Hi-5 Fiesta : La versión latina de Hi-5, lanzada en 2015.